# Olivette di Sant'Agata
Le olivette di sant'Agata (in siciliano alivetti o aliveddi ri Sant'Àjita) sono dei dolci tipici della cucina catanese, preparati solitamente in gennaio e febbraio, prima e durante la festa della santa patrona della città di Catania, sant'Agata. Si tratta di dolci a forma di oliva fatti di pasta di mandorla ricoperti di zucchero e colorati di verde.
Queste olive si ricollegano ad un episodio narrato nella agiografia della santa. Mentre era ricercata dai soldati di Quinziano, nel chinarsi per allacciare un calzare, vide sorgere davanti a sé una pianta di olivo selvatico che la nascose alla vista delle guardie e le diede i frutti per sfamarsi.
Esiste anche una variante dove le tradizionali olivette sono ricoperte di cioccolato.
In origine le olivette venivano fatte con i pistacchi e senza coloranti alimentari aggiunti.